# Juristexamen (USA)

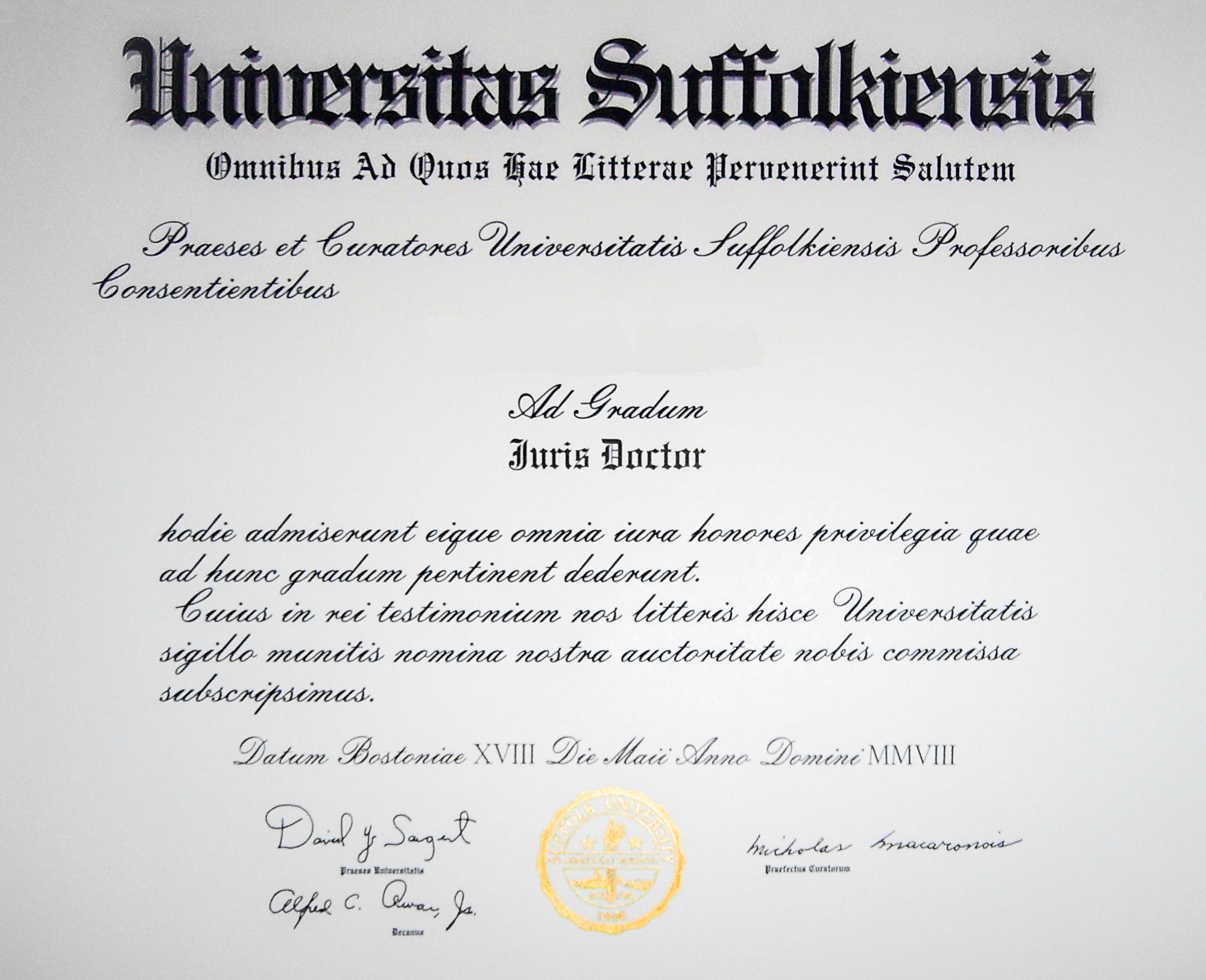
Exempel på ett diplom från Suffolk University Law School för Juris Doctor.

Juris Doctor (J.D.), är en amerikansk yrkesexamen i juridik på avancerad nivå. Den utgör behörighetskrav för att få skriva bar exam som ska avläggas för att få praktisera juridik eller ingå i juristprofessionen i de flesta delstater i USA.
Utbildningen är i normal studietakt tre år. Den är så kallad "postgraduate", det vill säga studenten måste ha avlagt en bachelorexamen (vanligen B.Sc. eller B.A.) innan utbildningen påbörjas. Trots namnet är denna examen att jämföra med en svensk juristexamen om 270 högskolepoäng, och inte med en svensk juris doktor-examen, vilket är en forskarexamen som erhålls efter doktorsavhandling och som i USA kallas LL.D. (Doctor of Laws eller Legum Doctor).

## Bakgrund
Fram till slutet av 1960-talet och början av 1970-talet var den vanligaste examina i USA för jurister Bachelor of Law (LL.B.).